# Noord Nederland (schip, 1960)
De Noord-Nederland is het schip dat van 1977 tot 1990 voor rederij Doeksen een veerverbinding onderhouden heeft tussen Harlingen en Terschelling, over de Nederlandse Waddenzee.
Het schip voer van 1960 tot 1976 onder de naam Primula, in dienst van Linjebus tussen Helsingborg en Helsingør.
Het schip kwam in 1977 in dienst voor Rederij Doeksen als reserveschip voor de Midsland, omdat de Schellingerland te langzaam was en door het zijladen de laad en lostijden te lang waren. Het schip stak nogal diep en kwam dan ook vaak vast te zitten. In 1989 kwam de nieuwe Friesland in dienst, en werd de Noord-Nederland overbodig.
Het werd verkocht naar Nigeria, (Atlantic Feries, Lagos, Nigeria) en voer van 1990-1996 onder de naam Eunice of Ecowas. Het werd in 1996 overgenomen door Redfern Ferries, Lagos, Nigeria en werd hernoemd El-Shaddai. Naar verluidt kreeg ze machinestoring in januari 2004  op weg naar Monrovia, Liberia, met 225 vluchtelingen aan boord.